# CFF Cargo
CFF Cargo (SBB Cargo en allemand, FFS Cargo en italien, VFS Cargo en romanche, SBB Cargo en anglais) est une division des Chemins de fer fédéraux suisses (CFF). Elle gère le trafic ferroviaire de marchandises (fret).

## Histoire
En 1999, l’ancienne régie fédérale a été transformée en société anonyme de droit public à la suite de la première réforme des chemins de fer suisses et a été scindée en trois divisions indépendantes chargées du trafic voyageurs, du trafic marchandises et de l’infrastructure. Le siège principal des Chemins de fer fédéraux suisses CFF Cargo SA, selon l’appellation juridique officielle de l’entreprise, se trouve à Olten. 
En 2013, CFF Cargo employait 3061 collaborateurs. Cette même année, l’entreprise a réalisé un chiffre d’affaires consolidé de 953 millions de francs suisses. CFF Cargo est le leader du marché suisse dans le trafic ferroviaire de marchandises et achemine chaque jour plus de 175 000 tonnes de marchandises, l’équivalent de 425 gros-porteurs chargés à plein.
CFF Cargo est dirigée par Désirée Baer. Son propriétaire, la Confédération suisse, lui a confié le mandat de contribuer de manière déterminante au transfert du trafic de la route au rail. Dans le secteur d’activité « Cargo Suisse », il est attendu d’elle qu’elle propose, dans le trafic intérieur, d’importation et d’exportation, en tant que gestionnaire du système, un réseau de trafic par wagons complets couvrant ses coûts, qui réponde aux besoins des entreprises suisses de chargement. Le secteur d’activité « Cargo International » doit, quant à lui, se concentrer sur son rôle d’opérateur de traction du transport combiné et par trains complets sur l’axe nord-sud et offrir des prestations commercialisables et rentables.
En juin 2007, CFF Cargo et le transporteur de marchandises français Fret SNCF sont convenus d'une production commune transfrontalière entre Mulhouse et Buchs (SG), visant à simplifier les transports transfrontaliers de marchandises dans le sens Est-Ouest sur ce parcours et à augmenter la compétitivité par rapport à la route. En coopération avec B-Cargo, CFF Cargo achemine depuis début 2009 pour l’opérateur combiné international T.R.W. (Train Route Wagon) quelque 70 trains de conteneurs par semaine, de la côte belge de la mer du Nord jusqu’en Italie
Depuis début 2019, CFF Cargo est désormais une société indépendante du groupe et n'est plus la division destinée au trafic marchandises du groupe CFF. Ainsi, en 2019, CFF Cargo s'ouvre à de nouveaux partenaires avec quatre entreprises de transport routier (Planzer, Camion Transport, Galliker et Bertschi) réunies au sein de Swiss Combi qui se rapprochent par le biais de l’acquisition par ce groupement de 35 % du capital de l’opérateur ferroviaire. Comme le rapprochement ne concerne pas le commerce international, CFF Cargo International sera donc séparé de CFF Cargo au printemps 2020 et transféré directement aux CFF.
Le 7 juin 2023, les CFF annoncent le rachat des 35% du capital aux mains de Swiss Combi afin de reprendre cette filiale au sein de la compagnie. Les CFF désirent renforcer leur engagement dans le transport de marchandises et de le gérer à partir d'une source unique. Cela simplifie la structure de gestion des CFF. M. Alexander Muhm, l'actuel directeur de CFF Immobilier, est nommé CEO de CFF Cargo et prend ses fonctions à partir du 26 juin 2023, il remplace l'ancienne directrice Désirée Baer qui quitte l'entreprise , .

## Stratégie
Le fret ferroviaire constitue une préoccupation majeure des responsables politiques. En 2011, le gouvernement a été chargé, par le biais d’une motion du Parlement, de présenter un concept global sur l’avenir du transport ferroviaire de marchandises sur tout le territoire. Le Conseil fédéral s’est exécuté et a ouvert la consultation à ce sujet à la mi-avril 2013. Le projet passera devant le Parlement vraisemblablement au printemps 2015. Par ailleurs, un référendum n’étant pas exclu, la nouvelle série de réglementations entrera en vigueur au plus tôt en 2016. 
CFF Cargo poursuit parallèlement une stratégie reposant sur trois piliers : 
1. La filiale SBB Cargo International, fondée début 2011 avec la société de transport HUPAC, achemine des trains-navettes en transit sur l’axe nord-sud. La part de CFF Cargo dans SBB Cargo International est reprise directement par les CFF.
2. Dans le trafic des wagons complets, l’accent est mis sur une réduction des coûts structurels et sur un réseau de points de desserte moins dense. 
3. La future offre de CFF Cargo en trafic combiné prévoit des trains reliant les principaux centres urbains en Suisse.
CFF Cargo international a créé le 22 janvier 2024, un filiale française SBB Cargo France qui débutera l'exploitation de ses premiers trains en fin 2024. Elle est basée à Huningue en Alsace.

## Systèmes de production en Suisse
En Suisse, CFF Cargo a pu légèrement augmenter la prestation de transport en 2013, avec 5,2 milliards de tonnes-kilomètres nettes par rapport à l’année précédente (5,0 milliards). La structure des coûts s'est nettement améliorée avec la réorientation des réseaux de production, de la flotte et de l'administration. CFF Cargo a aussi réussi à acquérir de nouveaux clients malgré la réduction du nombre de points de desserte. Dans le trafic combiné, deux nouvelles lignes ont été ouvertes et les travaux préliminaires pour une autre relation ont débuté. 
Pour exploiter le trafic de marchandises par wagons complets de façon rentable et durable en Suisse, des solutions pour l'assainissement de points de desserte insuffisamment exploités ont été élaborées. Au total, CFF Cargo a examiné l'assainissement de 155 points de desserte très insuffisamment exploités. Moins d'un wagon/jour circulait en moyenne dans ces points de desserte. 128 des points très insuffisamment exploités ne sont plus desservis depuis le changement d'horaire de décembre 2012. CFF Cargo et les autres entreprises ferroviaires en Suisse exploitent actuellement régulièrement plus de 300 points de desserte dans le trafic de marchandises par wagons complets. Malgré cela, plus de 98 pour cent du volume de transport actuel continuent d'être assurés par le rail.
L’axe de transit principal est le trajet passant par le Saint-Gothard. Le deuxième axe transalpin, par le tunnel du Lötschberg et le tunnel du Simplon, est principalement utilisé par la société concurrente BLS Cargo. Des trains de CFF Cargo l'empruntent toutefois aussi. Avec la mise en service du tunnel de base du Saint-Gothard prévue pour décembre 2016, le trafic ferroviaire de marchandises en Suisse changera considérablement. Les trains de marchandises représenteront en effet trois quarts du trafic qui circulera dans l'ouvrage du siècle, long de 57 km.
Les locomotives n'ayant plus à monter les dénivelés jusqu'à 1100 m, au début de l'actuel tunnel de faîte du Gothard, les trains de marchandises pourront être rallongés jusqu'à 750 mètres selon la charge. D'autre part, la galerie du tunnel est assez haute pour permettre la traversée ferroviaire des Alpes aux semi-remorques de quatre mètres de haut des poids lourds en l'espace de 35 à 40 minutes. Sur l'axe du Gothard de près de 270 kilomètres entre Bâle et la frontière italienne, les CFF réalisent actuellement, sur mandat de la Confédération, un corridor de 4 mètres d'ici à 2020. Afin que des semi-remorques de 4 m de hauteur aux angles puissent être transportés sur des wagons, environ 20 tunnels doivent être adaptés. À cela s'ajoutent des modifications sur environ 80 marquises de quai et des dispositifs de signalisation. 
En Suisse, le trafic de marchandises se fait via les trois grandes gares de triage (gare de manœuvre) Bâle-Muttenz, Zurich-Limmattal et Lausanne-Triage. Jusqu'à présent, les gares de triage étaient exploitées par CFF Infrastructure. Dès janvier 2015, CFF Cargo reprendra, pour le compte de CFF Infrastructure, la planification et la production dans les gares de triage intérieures de Limmattal et Lausanne. Ainsi, CFF Cargo assure désormais tout le processus de production dans le trafic de marchandises – de l'enlèvement des wagons de marchandises chez le client à leur livraison chez les destinataires en passant par les manœuvres dans la gare de triage. CFF Infrastructure est toutefois toujours responsable des gares de triage, demeure l'interlocuteur des entreprises de chemin de fer et continue d'assurer la gestion du trafic. Ainsi la non-discrimination reste-t-elle garantie

## Systèmes de production en Allemagne
La société SBB Cargo Deutschland GmbH, sise à Duisbourg, a été fondée en 2002 et est, en tant que société de production allemande, à 100 % une filiale de SBB Cargo International. En tant qu’entreprise de transport ferroviaire habilitée à fournir des prestations du trafic marchandises, elle planifie, coordonne et conduit des trains complets en Allemagne, en provenance et à destination de Duisbourg, Rheinhausen, Siegen, Cologne, Aix-la-Chapelle, Ludwigshafen/Mannheim, Karlsruhe, Stuttgart, Fribourg-en-Brisgau, Singen, Lübeck, Bremerhaven/Brême, Hambourg, Kehl, Gelsenkirchen, Ingolstadt, Neuss, Giessen/Mainzlar et Weil am Rhein. Les plates-formes de transbordement rail/route en Allemagne sont Brême, Duisbourg, Karlsruhe, Worms et Weil am Rhein.
Depuis 2007, SBB Cargo Deutschland est une entreprise de formation reconnue par la Chambre de Commerce et d’Industrie de Cologne.

## Systèmes de production en Italie
La société SBB Cargo Italia a été fondée en 2003 et est sise à Gallarate. En tant que société de production italienne, l'entreprise fait partie de SBB Cargo International et planifie, coordonne et conduit des trains de marchandises en Italie. Elle forme, en outre, les mécaniciens de locomotive. Les destinations/gares de départ des groupes de wagons/trains complets en Italie sont Gallarate, Novare, Milan, Melzo, Trecate, Turin-Orbassano, Fossano, Poggio Rusco et Sant’Ilario. Les plates-formes de transbordement rail/route en Italie sont Desio et Turin.

## ChemOil Logistics SA
ChemOil Logistics SA a été fondée en 1999 comme filiale de CFF Cargo. L’entreprise, qui fait partie d’un réseau logistique dense en Europe, fournit principalement des prestations innovantes et de haute qualité pour des clients opérant dans le secteur des produits chimiques et des huiles minérales. La compétence clé de ChemOil réside dans l’organisation et le déroulement des transports de marchandises de porte à porte, par le recours à tous les modes de transport disponibles. Outre des concepts de transport sur mesure et efficaces – sans oublier la performance environnementale – ChemOil fournit à la demande de ses clients toute une palette de services annexes, comme la gestion des parcs de wagons, l’analyse des processus et des procédures ainsi que le conseil en matière d’optimisation de la chaîne d’approvisionnement. Grâce à son produit ChemLink, l’entreprise dessert depuis 2011 d’importants centres de l’industrie chimique sur l’axe nord-sud avec ses propres trains de ligne, garantissant un transport planifié et fiable.

## Prestations de service
CFF Cargo répartit ses prestations par catégorie : concepts logistiques de porte à porte avec wagons complets (produits Cargo Rail et Cargo Express), Trains complets (produit Cargo Train) et Trafic combiné international (prestations de traction pour les trains-navettes TC de tous les opérateurs importants tels qu’Hupac, ERS, ICF, IFB et T.R.W.). Elle propose à ce titre aussi bien des produits standardisés que des solutions clients individuelles. En Suisse, l’offre « Rail & transbordement » s’adresse aux transporteurs et sociétés disposant de leur propre parc de poids lourds. « Swiss Split » est le système de raccordement pour les importations et exportations dans le trafic combiné international en Suisse. CFF Cargo garantit le service de livraison quotidien et la distribution capillaire d’unités de chargement intermodales – comme les conteneurs et les caisses mobiles – entre les voies de raccordement de l’économie suisse et les terminaux-navettes internationaux de Suisse. Depuis le 1er septembre 2011, CFF Cargo propose une navette ferroviaire entre le terminal de conteneurs de Bâle et Chavornay pour le transport de conteneurs maritimes. 

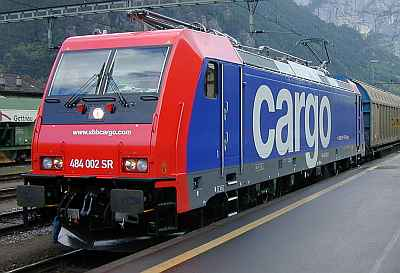
Un train des CFF Cargo

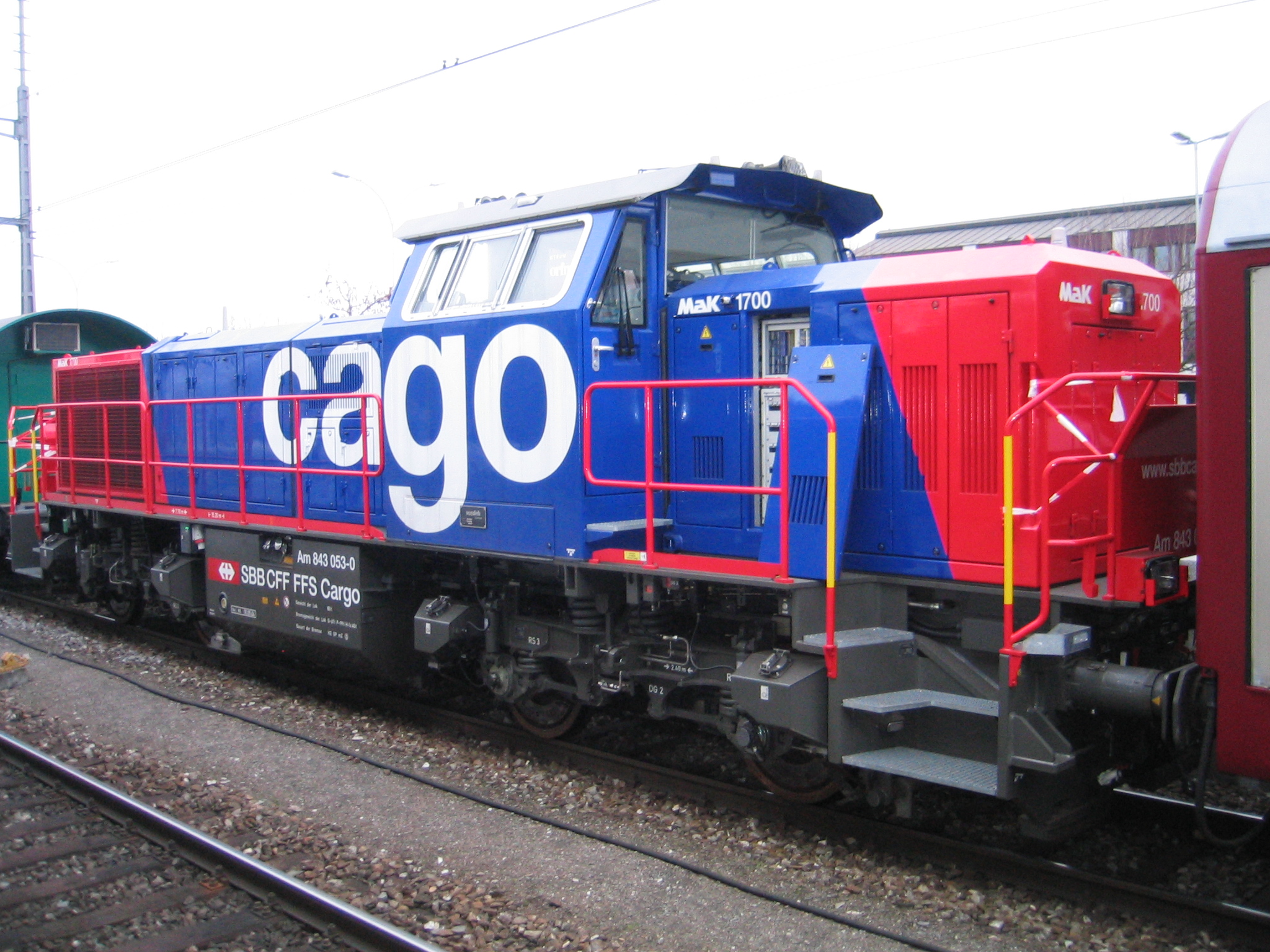

Avec le développement du trafic combiné en Suisse, CFF Cargo complète les activités existantes dans le trafic par wagons complets et le trafic de transit. Le concept prévoit des trains de ligne reliant les principaux centres urbains de Suisse. Des trains-navettes feront des allers-retours selon un horaire fixe. Le premier train pilote circule depuis début 2012 deux fois par jour selon un horaire fixe entre Dietikon, près de Zurich, et Renens, en périphérie de Lausanne. Depuis septembre 2012, CFF Cargo achemine par ailleurs un train de ligne supplémentaire pour Migros avec des conteneurs réfrigérés entre Neuendorf (SO) et Gossau (SG). Depuis juin 2013, une navette nord-sud circulant les jours ouvrables entre Dietikon et Cadenazzo, avec prolongement jusqu’à Lugano Vedeggio, relie l’espace économique de Zurich au Tessin.
Afin de pouvoir faire face aux quantités croissantes de conteneurs dans les trafics d'import et d'export, un nouveau terminal pour le transbordement entre bateau, rail et camion sera construit à Bâle Nord, à proximité immédiate du port rhénan de Bâle-Petit-Huningue. Une première étape pour le transbordement entre rail et route doit être achevée pour fin 2016. Les plans pour le Gateway Limmattal près de Zurich – un autre plus grand terminal y était prévu pour pouvoir accueillir des trains de 750 m de long au maximum – sont en revanche retardés. Il n'est pour l'heure pas prévu d'y donner suite, la procédure d'approbation des plans en cours est suspendue.[16] La branche logistique s'est entendue au cours d'une médiation initiée par l'OFT sur le fait qu'il faut activement se réserver la possibilité d'un gateway dans le Limmattal. Afin de couvrir, à l'avenir aussi, les besoins de l'économie régionale, l'installation de transbordement pour le trafic combiné à Dietikon doit être étendue et renforcée.
CFF Cargo coopère avec myclimate, organisation internationale de protection du climat, pour offrir à ses clients un transport sans aucun impact sur l’environnement. Les inévitables émissions de CO2 produites par un trajet en train sont compensées par des mesures de protection climatique ailleurs dans le monde. Contrairement à d’autres offres du même type, le concept de CFF Cargo prend en compte, dans le calcul des effets environnementaux, toutes les émissions nuisibles ainsi que le cycle de vie du transport dans son intégralité. Depuis début 2009, l’entreprise ferroviaire suisse établit pour ses clients un rapport d’émissions individuel. Ce comparatif des émissions de tous les transports réalisés avec CFF Cargo est facile à intégrer dans les systèmes de gestion de l’environnement des entreprises et à présenter dans les bilans écologiques. 
Depuis le changement d'horaire 2013/2014, CFF Cargo achemine une part importante des trafics de transit à travers la Suisse pour le compte de DB Schenker Rail. Grâce à ces prestations d'exploitation et de traction supplémentaires, la compagnie suisse de fret ferroviaire a pu mieux exploiter ses capacités de production et les ressources dont elle dispose. L’attribution à CFF Cargo de ces mandats de transport jusqu’alors exécutés par BLS Cargo, une société appartenant en partie à DB Schenker Rail, a bénéficié d’une large couverture médiatique.
En 2021, CFF Cargo rejoint la plateforme d'interconnexion numérique Railvis.com. D'origine tchèque, elle a pour but de fournir des prestations logistiques afin d'optimiser l'usage du parc des wagons et des locomotives et aider ainsi les chargeurs en Europe ,  , .

## Matériel roulant
En 2013, CFF Cargo comptait 7360 wagons de marchandises en circulation (dont 6677 à faible émission sonore). Pour le trafic Suisse–Allemagne, CFF Cargo utilise 50 locomotives marchandises bi-système Re 482, dont quinze sont par ailleurs autorisées à circuler en Autriche. Pour la traction Suisse–Italie, CFF Cargo emploie des locomotives bicourant : 21 locomotives de type Re 484 et 12 de type Re 474. Au total, 459 véhicules moteurs étaient en service en 2012.

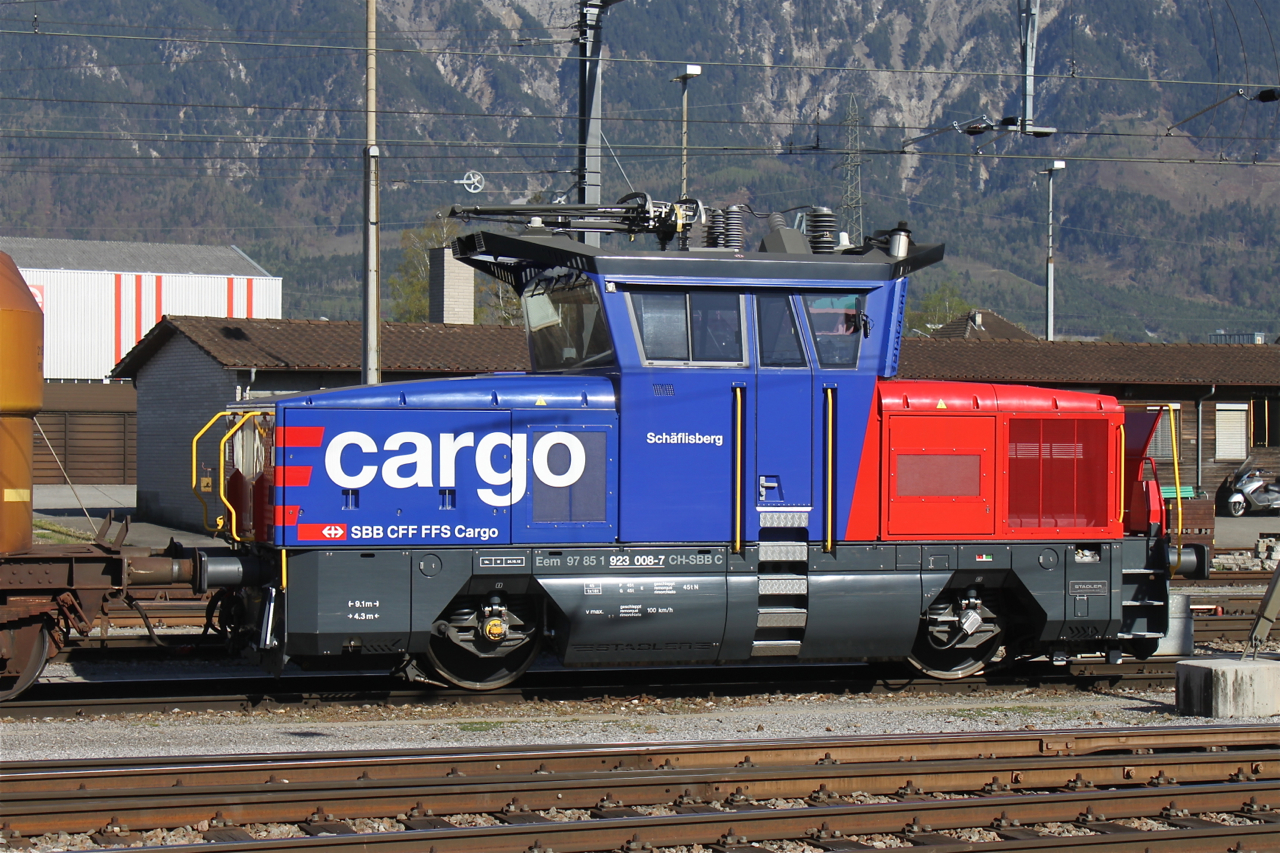
Locomotive Hybride Eem 923

Pour le trafic intérieur suisse et le trafic en Allemagne, CFF Cargo emploie 45 locomotives de manœuvre diesel de type Am 843 équipées de filtres à particules écologiques. Celles-ci permettent d’optimiser la rentabilité de la production dans le secteur difficile des manœuvres et sont équipées du téléguidage par radiofréquence. Par ailleurs, 45 tracteurs de manœuvre de type Tm IV modernisés dans les ateliers industriels de Bienne sont en service. Ces tracteurs portent la dénomination Tm 232 depuis leur modernisation. 
Les locomotives de type Bm 4/4 et divers types de locomotives de manœuvre à trois essieux ne répondent plus, en termes d’âge, de rentabilité et de performance, aux exigences actuelles du service de livraison léger pour le transport de marchandises par wagons complets. Pour les remplacer, CFF Cargo a fait l’acquisition chez Stadler Winterthur SA de 30 nouvelles locomotives hybrides à deux essieux (de type Eem 923 Hybrid) au cours de l’été 2010. Le nouveau modèle a été conçu à partir de la locomotive de manœuvre Ee 922, déjà utilisée par les CFF pour les manœuvres dans le trafic voyageurs. La version hybride pour CFF Cargo dispose d’un moteur principal électrique ainsi que d’un moteur diesel complémentaire pour la desserte des voies de raccordement sans ligne de contact. La Eem 923 Hybrid atteint une vitesse maximale de 120 km/h. Fin février 2014, la dernière des Eem 923 commandées a été baptisée à Lupfig du nom de «Chestenberg» et a été mise en service. 
En 2021, Alstom a livré 12 locomotives hybrides de manœuvre Prima H3 à CFF Cargo, financées par le fonds d'investissement suisse Lokroll AG, fondée par le fonds d'infrastructure Reichmuth Infrastructure Switzerland. La location sur dix ans, permet à CFF Cargo, une plus grande souplesse d'utilisation des locomotives  et une gestion optimisée de ses liquidités. La désignation de ces machines est Ama 832, elles sont équipées de systèmes de contrôle des trains PZB / ETCS et approuvées pour l'exploitation sur le réseau ferroviaire suisse,.

### Catégories de wagons
Type Sgns :
- S : Wagons plat à bogies de type spécial
- g : Pour les conteneurs d'une longueur de 60 pieds (18,3 m) au maximum
- n : Capacité de charge supérieure à 60 tonnes
- s : Vitesse maximale 100 km/h

Type Eaos et Eanos :
- E : Wagons ouverts ordinaires
- a : Quatre essieux
- o : Parois frontales fixes
- n : Capacité de charge maximale de plus de 60 tonnes
- s : Vitesse maximale 100 km/h

Type Fas :
- F : Wagons type Tombereau
- a : Quatre essieux
- s : Vitesse maximale 100 km/h

## Chiffres
En 2013, CFF Cargo a réalisé une prestation de transport de 12,3 milliards de tonnes-kilomètres nettes pour un résultat d'exploitation consolidé de 953 millions de francs. Pour la première fois depuis plus de 40 ans, l'entreprise a enregistré un résultat positif de 14,7 millions de francs. L'année précédente, le déficit se montait encore à 51,2 millions de francs. Le rendement du trafic est passé de 822 millions de francs en 2012 à 857 millions de francs. 
Lors du premier semestre 2014 aussi, l'évolution positive s'est poursuivie: l'ensemble des prestations de trafic pour le transport de marchandises en Suisse a nettement augmenté, à savoir de 27 %, pour atteindre 7,6 milliards de tonnes-kilomètre nettes (année précédente : 6,0 milliards). Cela s'explique principalement par de nouveaux trafics sur l'axe nord-sud. En comparaison avec la même période l'année précédente, le résultat a augmenté passant de 3 à 15 millions de francs. Chez SBB Cargo International, les nouveaux trafics et hausses de productivité ont pour la première fois permis d'atteindre la zone bénéficiaire avec un gain d'1,1 million de francs – soit une augmentation de 3,9 millions de francs par rapport au premier semestre 2013.

## Participations
Outre sa participation à 75 % dans la société SBB Cargo International, CFF Cargo détient la totalité du capital-actions de ChemOil Logistics SA, Bâle (transports de produits chimiques et d’huiles minérales) ainsi que des parts minoritaires de RAlpin SA, Berne (30 %), de Hupac SA, Chiasso (23,85 %) et de Termini SA, Chiasso (20 %). 
CFF Cargo participe à l'Alliance Xrail fondée le 18 février 2010, avec DB Schenker Rail (Allemagne), Rail Cargo Austria, SNCB Logistics (Belgique), Green Cargo (Suède), CD Cargo (République tchèque) et CFL Cargo (Luxembourg) dont le but est de pouvoir mieux coordonner leurs réseaux en matière de trafic de marchandises par wagons complets (TWC), de respecter des standards de qualité en matière de ponctualité, d'offre et de transparence. Le but est également d'optimiser l'efficacité des systèmes pour couvrir les coûts de production du TWC en Europe et de renforcer la compétitivité face à la route,.